# Азербайджано-сирийские отношения
Азербайджано-сирийские отношения — двусторонние отношения между Азербайджаном и Сирийской Арабской Республикой в политической, социально-экономической, культурной и иных сферах.

## Дипломатические отношения
Сирия признала независимость Азербайджана 16 января 1992 года. Дипломатические отношения между Азербайджаном и Сирией установлены 28 марта 1992 года.
Сотрудничество на международной арене осуществляется в рамках различных международных организаций: Движение неприсоединения, Организации Объединённых Наций (ООН). Обе страны являются членами Организации исламского сотрудничества.
В период правления Башара Асада в Сирии действовало посольство Азербайджана. С связи с начавшейся в Сирии гражданской войной 7 августа 2012 года сотрудники посольства в целях безопасности покинули Сирию. Позднее посольство временно было перемещено в Ливан. 
В февраля 2025 года, после смены власти в Сирии Азербайджан вновь открыл посольство в Дамаске после 13-летнего перерыва, что символизировало возобновление дипломатических отношений между странами. 

### Двусторонние визиты
11—12 апреля 2007 года и 23—25 мая 2009 года министр иностранных дел Азербайджана Эльмар Мамедъяров посетил Сирию с официальным визитом.
2—3 июня 2009 года министр иностранных дел Сирии Валид Муаллем посетил Азербайджан с официальным визитом.
9 июля 2009 состоялся первый официальный визит Президента Сирии Башара аль-Асада в Азербайджан. Стороны договорились о поставках 1-1,5 млрд м3 азербайджанского газа в Сирию. Также было подписано 14 документов.
30 июня 2010 года делегация во главе с министром нефти и минеральных ресурсов Сирии Суфьяном Аллау посетила Азербайджан. Делегация встретилась с представителями ГНКАР и провела переговоры о поставках газа в Сирию.
5-6 июля 2023 года  министр иностранных дел и по делам экспатриантов Сирии Фейсал Микдад посетил Азербайджан с официальным визитом.
После падения режима Башара Асада в декабре 2024 года отношения между Азербайджаном и Сирией начали восстанавливаться. Баку выразил поддержку территориальной целостности и суверенитету Сирии, а также направил гуманитарную помощь для поддержки населения в период восстановления страны.
В январе 2025 года заместитель министра иностранных дел Азербайджана Ялчин Рафиев посетил Сирию и провёл переговоры с новым сирийским руководством, в ходе которых подтвердил готовность к поддержке экономического восстановления страны. Азербайджан взял на себя роль активного участника гуманитарных инициатив по оказанию помощи Сирии в постконфликтный период.
В мае 2025 года сирийский президент Ахмед аш-Шараа принимал азербайджанскую делегацию во главе с заместителем премьер-министра Самиром Шарифовым.
12 июля 2025 года состоялся официальный визит президента Сирии Ахмеда Аш-Шараа в Азербайджан. Новое руководство Сирии обозначило дистанцирование от прежней линии на поддержку Армении и Ирана, и изменение политики в пользу сближения с Азербайджаном и Турцией.

## Договорно-правовая база
Между странами действуют 20 договоров, в том числе:
- Соглашение об избежании двойного налогообложения (сентябрь 2009)
- Соглашение о сотрудничестве в области здравоохранения
- Соглашение о сотрудничестве в области туризма
- Соглашение о сотрудничестве в области высшего образования
- Соглашение о сотрудничестве в области среднего образования»
- Соглашение о сотрудничестве в области информационных и коммуникационных технологий
- Соглашение о взаимной помощи и сотрудничестве в области таможенного дела (30 сентября 2009)[20]
- Соглашение о поощрении и взаимной защите инвестиций (30 сентября 2009)[21]

## Экономическое сотрудничество
4 ноября 2009 года создана межправительственная комиссия по сотрудничеству в области экономики, науки, техники и культуры.
4 марта 2010 года подписан протокол об учреждении совместной азербайджано-сирийской компании.
23 ноября 2010 года стороны заключили соглашение о технических деталях покупки природного газа сроком на 20 лет. В декабре 2011 года Азербайджан через территорию Турции и Грузии начал экспортировать природный газ в Сирию.
2 августа 2025 года поставки газа из Азербайджана возобновлены через трубопровод Килис – Алеппо. Газ планируется поставлять на электростанции в Алеппо и Хомсе, что позволит производить 1200–1300 мегаватт электроэнергии. На август 2025 года в результате разрушений в ходе гражданской войны электроэнергия в стране подаётся на 3-4 часа в день. Поставки позволят увеличить подачу электроэнергии до 10 часов в день. На август 2025 года по газопроводу подаётся 1,4 млн м3 газа в сутки. Общая пропускная способность газопровода составляет 3,4 м3 газа в сутки.
Осуществляется сотрудничество в области энергетики, добывающей промышленности, сельского хозяйства, туризма, торговли, науки, образования, здравоохранения, экологии, строительства.

### Товарооборот (тыс. долл)
| Год  | Экспорт Азербайджана | Импорт Азербайджана | Сумма товарооборота |
| ---- | -------------------- | ------------------- | ------------------- |
| 2020 | 0                    | 454,84              | 454,84              |
| 2021 | 120,62               | 465,89              | 586,51              |
| 2022 | 36,19                | 762,68              | 798,87              |
| 2023 | 187,08               | 315,26              | 502,34              |
| 2024 | 888,90               | 691,66              | 1 580,56            |

## Гуманитарная помощь
Азербайджан оказывает материальную помощь Сирии в виде строительных материалов, в частности, цемента, а также сухих и масляных трансформаторов.

## Туризм
Граждане Азербайджана имеют возможность получить визу на границе с Сирией. Срок действия визы составляет 15 дней.

## Репатриация
При содействии омбудсмена Азербайджана в 2023 году из Сирии в Азербайджан были репатриированы 60 граждан Азербайджана, включая 13 женщин и 47 детей, ставших заложниками вооруженных формирований, воевавших на территории Ирака и Сирии. Всего за весь период было репатриировано 469 детей и женщин.

## В области культуры
Начиная с XX века, осуществляется сотрудничество двух государств в книгоиздании. В Дамаске функционирует общество дружбы и культурных связей.
В Алеппо находится могила Имадеддина Насими. В Алеппо также расположен мавзолей Насими.
Граждане Сирии обучаются в Азербайджанском медицинском университете.